# Thorleif Schjelderup-Ebbe
Thorleif Schjelderup-Ebbe (Kristiania, 12 novembre 1894 – Oslo, 8 giugno 1976) è stato uno zoologo e psicologo norvegese, esperto di psicologia comparata.

## Carriera
Thorleif Schjelderup-Ebbe descrisse l'ordine di beccata delle galline nella sua tesi di dottorato del 1921. Il lavoro nella sua tesi di laurea si basava in parte sulle osservazioni che aveva registrato dall'età di 10 anni proprio sulle sue galline.
La gerarchia di dominanza di polli e altri uccelli che ha studiato lo ha portato all'osservazione che questi uccelli avevano stabilito l'ordine in cui agli individui sarebbe stato permesso di arrivare al cibo mentre gli altri avrebbero dovuto aspettare il loro turno.

## Vita privata
Era il figlio degli scultori Axel Emil Ebbe (1868–1941) e Menga Schjelderup (1871–1945). Era sposato con Torbjørg Brekke. Il loro figlio era Dag Schjelderup-Ebbe, musicologo, compositore, critico musicale e biografo.

## Pubblicazioni
- Hønsenes stemme. Bidrag til hønsenes psykologi, in: Naturen: populærvitenskapeling tidsskrift 37, 1913, 262-276
- Kometen: mytisk roman, Kristiania 1917
- Beiträge zur Biologie und Sozial- und Individualpsychologie bei Gallus domesticus, Greifswald 1921
- Gallus domesticus in seinem täglichen Leben, Dissertation Universität Greifswald, 12. Mai 1921
- Beiträge zur Sozialpsychologie des Haushuhns, in: Zeitschrift für Psychologie 88, 1922, 225-252
- Soziale Verhältnisse bei Vögeln, in: Zeitschrift für Psychologie 90, 1922, 106-107
- Aufmerksamkeit bei Mücken und Fliegen, in: Zeitschrift für Psychologie 93, 1923, 281-282
- Digte, Kristiania 1923
- Der Graupapagei in der Gefangenschaft, in: Psychologische Forschung 3, 1923, 9-11
- Das Leben der Wildente in der Zeit der Paarung, in: Psychologische Forschung 3, 1923, 12-17
- Tanker of aforismer, Kristiania 1923
- Weitere Beiträge zur Sozialpsychologie des Haushuhns, in: Zeitschrift für Psychologie 92, 1923, 60-87
- Les Despotisme chez les oiseaux, in: Bulletin de l'Institut Général Psychologique 24, 1924, 1-74
- Fortgesetzte biologische Beobachtungen bei Gallus domesticus, in: Psychologische Forschung 5, 1924, 343-355
- Kurzgefaßte norwegische Grammatik, Teil 1: Lautlehre, Berlino 1924
- Poppelnatten: digte, Kristiania 1924
- Zur Sozialpsychologie der Vögel, in: Zeitschrift für Psychologie 95, 1924, 36-84
- Det nye eventyr: digte, Oslo 1925
- Soziale Verhältnisse bei Säugetieren, in: Zeitschrift für Psychologie 97, 1925, 145
- Zur Theorie der Mengenlehre, in: Annalen der Philosophie und philosophischen Kritik 5, 1925/1926, 325-328
- Blaat og rødt: digte, Oslo 1926
- Der Kontrast auf dem Gebiete des Licht- und Farbensinnes, in: Neue Psychologische Studien 2, 1926, 61-126
- Sociale tilstande hos utvalgte inferiore vesner, in: Arkiv för psykologi och pedagogik 5, 1926, 105-220
- Organismen und Anorganismen, in: Annalen der Philosophie und philosophischen Kritik 6, 1927, 294-296
- Fra billenes verden, Oslo 1928
- Overhöihetsformer i den menneskelige sociologi, in: Arkiv för Psykologi och Pedagogik 8, 1929, 53-100
- Zur Psychologie der Zahleneindrücke, in: Kwartalnik Psychologiczny 1, 1930, 365-380
- Psychologische Beobachtungen an Vögeln, in: Zeitschrift für Angewandte Psychologie 35, 1930, 362-366
- Die Despotie im sozialen Leben der Vögel, in: Richard Thurnwald (Hrsg.), Forschungen zur Völkerpsychologie und Soziologie 10, 1931, 77-137
- Farben-, Helligkeits-, e Sättigungskontraste bei mitteleuropäischen Käfern, in: Archiv für die Gesamte Psychologie 78, 1931, 571-573
- Liljene på marken, Oslo 1931
- Soziale Eigentümlichkeiten bei Hühnern, in: Kwartalnik Psychologiczny 2, 1931, 206-212
- Instinkte und Reaktionen bei Pfauen und Truthühnern, in: Kwartalnik Psychologiczny 3, 1932, 204-207
- Comportamento sociale degli uccelli, in: Carl Murchison (a cura di), A Handbook of Social Psychology, Worcester 1935, 947-972
- Über die Lebensfähigkeit alter Samen, Oslo 1936
- Sanger og strofer, Oslo 1949
- Hva verden sier: en lyrisk, satirisk og virkelighetstro diktsyklus, Oslo 1953
- Liv, reaksjoner og sociologi hos en flerhet insekter, Oslo 1953
- Glansen og det skjulte: Lyrikk, umorismo o satira, Oslo 1955
- Høider og dybder: Lyrikk, umorismo o satira, Oslo 1957
- Vita, reazioni e sociologia in un numero di insetti, in: Journal of Social Psychology 46, 1957, 287-292
- Sozialpsychologische Analogien bei Menschen und Tier, in: Deutsche Gesellschaft für Psychologie, Bericht über den 22. Kongress der Deutschen Gesellschaft für Psychologie in Heidbelberg 1959, Göttingen 1960, 237-249
- Sol og skygge: aforismer og petroliera, Oslo 1965
- Av livets saga: tanker, vers og shortstories, Oslo 1966-1969
- Noen nyere undersøkelser om estetikk, særlig mht diktning og folklore, Oslo 1967